# Distretto di Çamlıdere
Il distretto di Çamlıdere (in turco Çamlıdere ilçesi) è uno dei distretti della provincia di Ankara, in Turchia.